# Simone Petilli
Simone Petilli (Bellano, 4 mei 1993) is een Italiaans wielrenner die anno 2022 rijdt voor Intermarché-Wanty-Gobert Matériaux.
Petilli kwam in zijn carrière meermaals zwaar ten val. In 2017 breekt hij bij een val in de Ronde van Lombardije zijn rechter sleutelbeen en schouderblad. In 2018 komt de Italiaan in de tiende etappe van de Ronde van Spanje eveneens zwaar ten val. Petilli bleef, flink bloedend, lang roerloos op de grond liggen. Petilli liep bij deze val een hersenschudding, enkele gebroken tanden en een snee boven het linkeroog op.

## Overwinningen
2013
Bergklassement Ronde van de Aostavallei
2014
Jongerenklassement Internationale Wielerweek
2015
Jongerenklassement Internationale Wielerweek
1e etappe Ronde van de Isard
Eindklassement Ronde van de Isard

## Resultaten in voornaamste wedstrijden
| Jaar | Ronde van Italië | Ronde van Frankrijk | Ronde van Spanje |
| ---- | ---------------- | ------------------- | ---------------- |
| 2016 | 77e              |                     |                  |
| 2017 | 26e              |                     |                  |
| 2018 |                  |                     | opgave           |
| 2019 |                  |                     |                  |
| 2020 |                  |                     |                  |
| 2021 | 44e              |                     | 29e              |
| 2022 |                  |                     |                  |
| 2023 | opgave           |                     | 58e              |
| 2024 |                  |                     | 90e              |
| 2025 | 60e              |                     |                  |

| Jaar | Milaan-San Remo | Amstel Gold Race | Luik-Bast.‑Luik | Ronde van Lombardije | Waalse Pijl |  | Wereldranglijsten |
| ---- | --------------- | ---------------- | --------------- | -------------------- | ----------- |  | ----------------- |
| 2016 |                 |                  |                 | 41e                  |             |  |                   |
| 2017 |                 | 33e              | 36e             | opgave               | 53e         |  | 224e (UWT)        |
| 2018 |                 |                  |                 |                      |             |  |                   |
| 2019 |                 | 79e              |                 | 65e                  |             |  |                   |
| 2020 |                 |                  | 61e             | 30e                  | 45e         |  |                   |
| 2021 |                 |                  |                 | 42e                  |             |  |                   |
| 2022 | 69e             |                  | 94e             | 35e                  | 50e         |  |                   |
| 2023 |                 |                  |                 | 93e                  |             |  |                   |
| 2024 |                 |                  |                 | 47e                  |             |  |                   |
| 2025 |                 |                  |                 |                      |             |  |                   |

## Ploegen
- 2014 –  Area Zero Pro Team
- 2015 –  Unieuro Wilier
- 2016 –  Lampre-Merida
- 2017 –  UAE Team Emirates[2]
- 2018 –  UAE Team Emirates
- 2019 –  UAE Team Emirates
- 2020 –  Circus-Wanty-Gobert
- 2021 –  Intermarché-Wanty-Gobert Matériaux
- 2022 –  Intermarché-Wanty-Gobert Matériaux
- 2023 –  Intermarché-Circus-Wanty
- 2024 –  Intermarché-Wanty
- 2025 –  Intermarché-Wanty

Arashiro · Bono · Cattaneo · Cimolai · Conti · M. Costa · R. Costa · Đurasek · Feng · Ferrari · Grmay · Kasjavy · Kump · Meintjes · Modolo · Mohorič · Mori · Niemiec · Petilli · Pibernik · Polanc · Ulissi · Xu · Zurlo · Masnada (stagiair) · Ravasi (stagiair) · Troia (stagiair)
Aït el Abdia · Atapuma · Bono · Consonni · Conti · Costa · Đurasek · Ferrari · Ganna · Guardini · Kump · Laengen · Marcato · Meintjes · Mirza · Modolo · Mohorič · Mori · Niemiec · Petilli · Polanc · Ravasi · Swift · Troia  · Ulissi · Zurlo · Lizde (stagiair) · Raboesjenka (stagiair) · Romano (stagiair)
Aït el Abdia · Aru · Atapuma · Bono · Bystrøm · Consonni · Conti · Costa · Đurasek · Ferrari · Ganna · Kristoff  · Laengen · Marcato · Martin · Mirza · Mori · Niemiec · Petilli · Polanc · Ravasi · Raboesjenka · Sutherland · Swift · Troia  · Ulissi
Aru · Bohli · Bystrøm · Consonni · Conti · Costa · Đurasek · Ferrari · Gaviria · Henao · Kristoff · Laengen · Marcato · Martin · Mirza · Molano · Mori · Muñoz · I. Oliveira · R. Oliveira · Petilli · Philipsen · Pogačar · Polanc · Ravasi · Raboesjenka · Sutherland · Troia  · Ulissi
Bakelants · Bellicaud · De Gendt · De Plus · De Winter · Delacroix · Devriendt · Eiking · Evans · Hermans · Hirt · van der Hoorn · van Kessel · Koch · Kreder · Lammertink · Meintjes · Minali · Pasqualon · Petilli · Planckaert · B. van Poppel · D. van Poppel · Rota · Taaramäe · Van Melsen · Vanspeybrouck · Vliegen · Zimmermann · Girmay (stagiair) · Daemen (stagiair) · De Pooter (stagiair) · Jarnet (stagiair)
Bakelants · Bystrøm · Claeys · De Gendt · Delacroix · Devriendt · Girmay · Goossens · Hermans · Hirt · Huys · Johansen · Kristoff · Meintjes · Page · Pasqualon · Peák · Petilli · Petit · Planckaert ·  Pozzovivo(vanaf 14/2) · Rota · Taaramäe · Thijssen · van der Hoorn · van Kessel · Van Melsen · van Poppel · Vliegen · Zimmermann · De Pooter (stagiair) · Mihkels (stagiair)
Bonifazio · Bystrøm · Calmejane · Costa · De Gendt · De Pooter · Girmay · Goossens · Herregodts · Huys · Johansen · Marit · Meintjes · Mihkels · Page · Paquot · Petilli · Petit · Planckaert · Rex · Rota · Smith · Taaramäe · Teunissen · Thijssen · van der Hoorn · van Poppel · Vliegen · Zimmermann
Braet · Busatto · Calmejane · Colleoni · De Pooter · Faure Prost · Girmay · Goossens · Herregodts · Kuypers(vanaf 4/4) · Marit · Meintjes · Mihkels · Page · Paquot · Petilli · Petit · Planckaert · Rex · Rota · Smith · Taaramäe · Teunissen · Thijssen · van der Hoorn · Van Hoecke · van Poppel · van Sintmaartensdijk · Zimmermann · Dolven(stagiair)